# Pierre-Joseph Cambon

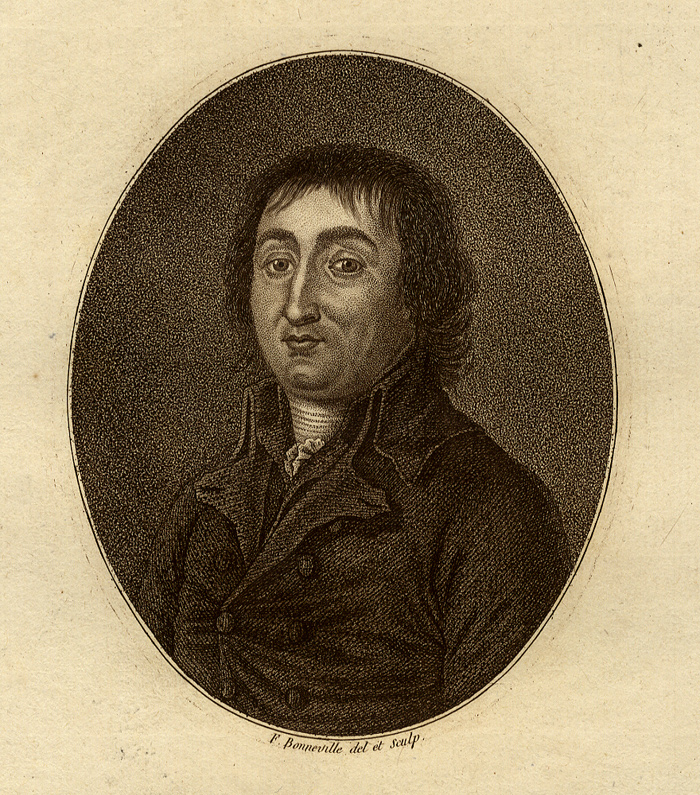
18e-eeuwse portretgravure door François Bonneville

Pierre-Joseph Cambon (Montpellier, 10 juni 1756 – Sint-Joost-ten-Node, 15 februari 1820) was een textielondernemer en politicus ten tijde van de Franse Revolutie. Hij was lid van de Wetgevende Vergadering (1791-1792), de Nationale Conventie (1792-1795) en het Comité de salut public (1793). Hij had zoveel invloed op financiële zaken dat hij de facto – zeker van begin 1793 tot begin 1795 – bijna als een minister van Financiën optrad. Hij werd verbannen in 1816 en eindigde zijn leven in Brussel.

## Jonge jaren
Cambon was de oudste zoon van een rijke familie die manufacturen bezat in Montpellier en Cholet, meekrapplantages en een exporthuis in Bordeaux. Cambon & compagnie stelde meer dan vierduizend mensen tewerk, vaak thuis, voor het maken van indiennes (bedrukt katoen). Na de lagere school deed Joseph blijkbaar geen studies meer en begon hij te werken in het familiebedrijf. In 1785 liet zijn vader de aandelen ervan over aan hem en drie van zijn broers.
In 1789 werd Cambon verkozen om de sénéchaussée Montpellier te vertegenwoordigen in de Staten-Generaal. Voor de twee toegewezen plaatsen waren eerst anderen verkozen, maar hij was onder de drie extra afgevaardigden die Montpellier naar Parijs stuurde omdat Nîmes dat ook mocht. Hij legde de Eed op de Kaatsbaan af, maar zijn statuut werd uiteindelijk enkel erkend als plaatsvervangend afgevaardigde. Hij bleef het gebeuren observeren tot eind 1789 en keerde dan terug naar Montpellier, waar hij in januari 1790 werd verkozen tot stadsbestuurder (officier municipal). Hij richtte er ook de jakobijnse Club des Amis de l'égalité op. Na het uitvaardigen van de civiele grondwet van de clerus toonde hij zich onverbiddelijk in het vervolgen van eedweigerende priesters, ook binnen zijn eigen familie. De Vlucht naar Varennes begreep hij als verraad en veranderde hem van een royalist in een fervent republikeins.

## Wetgevende Vergadering
Bij de verkiezingen van 1791 werd Cambon door de Hérault naar de Wetgevende Vergadering gestuurd. Behalve door zijn ouderwetse pruik, liet hij zich opmerken door zijn financiële kennis, zijn militant atheïsme en zijn republikeinse overtuigingen. Met de girondijnen stuurde hij aan op een oorlogsverklaring aan Oostenrijk, maar het gedrag van generaal Dumouriez verwijderde hem weer van hen. Hij schaarde zich achter de Bestorming van de Tuilerieën en werd in de slotweek nog verkozen tot voorzitter.

## Nationale Conventie
De Hérault stuurde Cambon in de daarop volgende verkiezingen opnieuw naar de Nationale Conventie, met 451 stemmen op 465 kiezers. Opnieuw werd hij voorzitter van het financiële comité. Zijn lange technische rapporten werden meestal zonder gedoe goedgekeurd. Meer debat was er over zijn voorstel over het beleid in de veroverde gebieden, dat op 15 december 1792 werd aangenomen. Door een onmiddellijke afschaffing van het ancien régime bracht het enorme vermogens van de Kerk en de adel in de schatkist. Het kwam neer op leegroven en zo klaarmaken voor aanhechting, zoals hij in januari 1793 aan Dumouriez schreef. Die maand stemde hij ook voor de dood van Louis Capet. 
Cambon had aanvaringen met minister van Financiën Clavière en werd aangevallen door Brissot. Dit bracht hem dichter bij de montagnards. Van 5 april tot 10 juli 1793 zetelde hij in het Comité de salut public, vanwaaruit hij onder meer zijn streekgenoten Cambacérès en Ramel benoemde op financiële posten. Hij protesteerde tegen de zuivering van de girondijnen, maar legde zich er dan bij neer en werkte samen met het Schrikbewind. De zuiveringen van de hébertisten en de dantonisten aanvaardde hij eveneens, maar toen op 26 juli zijn eigen naam viel uit de mond van Robespierre in verband met malversaties, wist hij dat een vierde golf zijn dood zou betekenen. De volgende dag hielp hij de robespierristen ten val brengen. 
Ondanks dit optreden werd zijn deelname aan het Schrikbewind door de thermidorianen niet vergeten. Voor Barras was hij deel van wat de "staart van Robespierre" werd genoemd. Omwille van zijn financiële competentie werd hij geduld zolang er oorlog was, maar na de vredesakkoorden begin 1795 viel dat motief weg. Tallien beschuldigde hem van deelname aan de opstand van 12 germinal, en hoewel hij die dag was getrouwd, werd hij uit het comité van financiën gezet en volgde op 16 april een arrestatiebevel tegen hem.

## Neergang en verbanning

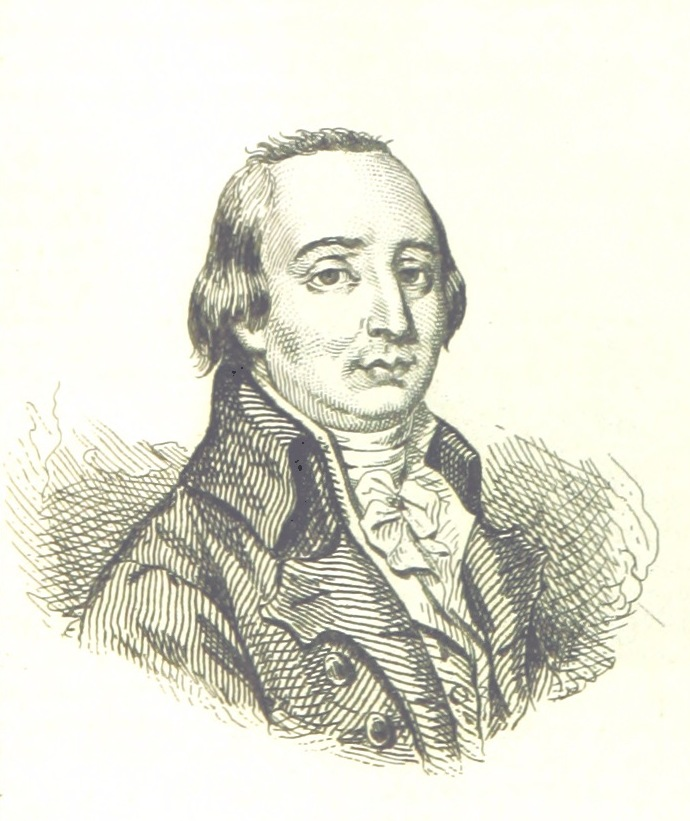
Portretgravure (1835)

Cambon wist zich aan arrestatie te onttrekken en leefde ondergedoken in Parijs, tot de algemene amnestie van 26 oktober werd afgekondigd. Daarna ging hij wonen op zijn domein Le Terral, want ook in Montpellier werd hem het leven zuur gemaakt. In zijn Lettre sur les finances verdedigde hij zich tegen de aantijging dat hij de galopperende inflatie had veroorzaakt. Zijn reputatie was echter verbrand. Tegenstanders bedachten de term 'camboniseren' in de betekenis van 'de financiën ontwrichten' of zelfs 'stelen'.
Hoewel hij trouw bleef aan zijn republicanisme en Napoleon Bonaparte zowel in zijn consulaire als keizerlijke heerschappij op afstand hield, liet hij zich tijdens de Honderd Dagen verkiezen in de Kamer van Vertegenwoordigers, waar hij participeerde in debatten over de begroting. Aan het begin van de Tweede Restauratie werd de Kamer uiteengedreven. Cambon werd op 24 juli 1815 gearresteerd door de markies van Montcalm. Hij werd opgesloten in het Fort van Brescou, maar kwam na een maand vrij dankzij een tussenkomst van zijn vriend Fouché.
Als zogenaamde koningsmoordenaar die bovendien de Aanvullende akte had onderschreven, werd Cambon getroffen door de verbanningswet van januari 1816. Hij vertrok in ballingschap naar Brussel en betrok in 1818 een fraai huis in Sint-Joost-ten-Noode, waar hij zijn berooide lotgenoot Florent-Guiot (fr) verwelkomde. Daar stierf hij op de leeftijd van 63 jaar. Hij weigerde alle religieuze omkadering en kon om die reden enkel terecht op het protestantse kerkhof, dat in de 19e eeuw is geruimd.

## Eerbetoon
- In Parijs werd de Rue Cambon, waar het Rekenhof zetelt, naar hem vernoemd.
- Montpellier bracht hem hulde met de Rue Joseph Cambon in het historisch centrum.
- In Saint-Jean-de-Védas, waar zijn landgoed Terral lag, is er een Allée Joseph Cambon.

## Publicaties
Onder de stukken en publicaties van Cambon kunnen worden genoemd:
- Projet d'un citoyen, dédié au Tiers État (1789)
- Opinion de M. Cambon, sur le rapport du Comité de la caisse de l'extraordinaire, et sur la dette publique (1791)
- Lettre de Cambon fils aîné, à ses concitoyens sur les finances (ca. 1796)
- E.-D. Grand en L. de la Pijardière, Lettres de Cambon et autres envoyés de la ville de Montpellier de 1789 à 1792, Montpellier, Imprimerie Serre et Ricome, 1889

## Voetnoten
1. ↑  Suzanne Tassier, "Aux origines de la Première Coalition: le Ministre Le Brun Tondu" in: Revue du Nord, 1954, p. 270. DOI:10.3406/rnord.1954.2129

- Bibliothèque nationale de France: cb12206413p (data)
- Gemeinsame Normdatei: 118668080
- International Standard Name Identifier: 0000 0000 8117 1725
- Library of Congress Control Number: n88661667
- Nationale Bibliotheek van Israël: 987007278953905171
- Nederlandse Thesaurus van Auteursnamen: 075193868
- SNAC: w65x46wb
- Système universitaire de documentation: 02785163X
- Trove: 1528591
- Virtual International Authority File: 37710164